# Capcom
Capcom Co., Ltd. (яп. 株式会社カプコン) — провідний японський інтернаціональний розробник і видавець відеоігор, із штаб-квартирою в місті Осаці (Японія). 

## Історія
Корпорація була заснована в 1979 році під назвою Japan Capsule Computers, як компанія з виробництва та дистрибуції електронних ігрових машин. Справжня назва — це абревіатура від Capsule і Computers.
На приставки 3-4 покоління (NES, Sega, SNES) компанія створювала ігри, що базуються на мультфільмах Walt Disney.
Capcom також активно працює, як видавець і локалізатор західних продуктів на сході, прикладом може бути «X2» від Team 17 і Grand Theft Auto.
В команді Capcom більше 30 років працював знаменитий японський геймдизайнер Хідеакі Іцуно, який відповідав за розробку Street Fighter Alpha, Rival Schools та Power Stone. Але всесвітню популярність він отримав після виходу Devil May Cry, а його останнім проєктом у компанії стала високооцінена RPG Dragon's Dogma 2, що вийшла у березні 2024 року.

### Талісман
Оригінальним талісманом Capcom є Капітан Коммандо, супергерой, одягнений в футуристичну броню. Його ім'я утворене від назви компанії Cap (tain) Com (mando). Вперше він з'явився в ранній грі Capcom для Famicom/NES під назвою «Section Z» і миготів у посібниках до ранніх NES ігор Capcom. Також він став головним героєм у грі «Captain Commando» 1991 року. Пізніше він став одним з бійців на «Marvel vs. Capcom» та її сиквелі. У «Marvel vs. Capcom» він все ще є символом Capcom, наприклад регулярно вигукуючи «Capcom!» під час боїв.
Mega Man замінив Капітана Командо на постаменті талісмана, в основному тому, що серія «Mega Man» є зараз досить популярною і більш відомою.
Також Рю, один з найвидатніших персонажів Capcom з Street Fighter, який на даний момент не тільки обличчя файтинів Capcom, а й цілого жанру файтингу.
В останні роки почастішала тенденція використання Сервботів із серії ігор MegaMan: Legends. Іграшки та зображення Сервботів нерідко супроводжують ігрові виставки, де бере участь Capcom.

### Студії Capcom
Кожна студія Capcom — це розробник, який створює гри під лейблом Capcom. Студії розділені на різні секції та пронумеровані, за винятком незалежних Clover Studio (більше не існує) і Flagship, заснованої Capcom в Японії.
- Capcom R&D Division 1 — базова студія Capcom. Відповідальна за серії «Resident Evil», «Devil May Cry», «Street Fighter» тощо.
- Capcom R&D Division 2 — відповідальна за серію «Monster Hunter».

### Філії та пов'язані корпорації
- Capcom Entertainment, Inc.
- Capcom USA, Inc. Заснована в Каліфорнії, як офіційний філія Capcom в Північній Америці в серпні 1985.
- Capcom Studio 8, Inc. Заснована, як R&D відділ Capcom USA, Inc. в червні 1995. Студія була закрита в 2006.
- Capcom Asia Co., Ltd. Заснована в Гонконгу як офіційний азійський філія Capcom в 1993.
- Capcom Eurosoft Ltd. Заснована в Об'єднаному Королівстві, як офіційний європейський філія Capcom в липні 1998.
- KOKO Capcom Asia Co., Ltd. Офіційний південнокорейський філія Capcom, заснований у липні 2001.
- Suleputer  була заснована для торгівлі та дистрибуції ігор і супутніх товарів (книг, музики, аніме і т. д.) в Азії. Назва походить від Capsule Computer.
- Captron Co., Ltd. Заснована для управлінням справами нерухомості.
- Flagship Co., Ltd. Це студія розробників, яка створила «Onimusha» і «Zelda» на Game Boy Color і Game Boy Advance, випустивши «The Legend of Zelda: The Minish Cap».
- Capcom Charbo Co., Ltd. Заснована для управління орендою та експлуатацією електронних ігрових машин.
- CE Europe Ltd . Була заснована в Лондоні в листопаді 2002.
- CEG Interactive Entertainment GmbH була заснована в Німеччини в лютому 2003.
- Nude Maker Co., Ltd. Це студія розробник, що створили «Clock Tower» 1, 2 і «Steel Battalion» для PlayStation і Xbox.
- Clover Studio Co., Ltd. Студія розробник, заснована в Осаці в липні 2004 і розпущена в березні 2007. Вони розробили серію «Viewtiful Joe», «Okami» і «God Hand».
- SEEDS Inc., Створена з колишніх співробітників Clover Studio.
- Nickel City ланцюг відеоаркад, одного разу куплена Capcom і пізніше продана в 2004.
- Capcom Interactive Canada  відділ Capcom, сфокусований на розробку ігор під мобільні платформи.

## Ігри Capcom
Capcom розпочав свою франшизу ''Street Fighter'' в 1987 році. Ця серія бойових ігор є однією з найпопулярніших у своєму жанрі. Продавши майже 50 мільйонів одиниць, ця серія є однією з головних франшиз Capcom. Того ж року компанія представила свою серію відеоігри Mega Man, яка була продана в кількості майже 40 мільйонів одиниць.
Компанія випустила першу відеогру у серії жахів Resident Evil у 1996 році. Серія досягла фінансового успіху та стала найуспішнішою серією відеоігор, продавши понад 100 мільйонів одиниць. Після роботи над Resident Evil 2, Capcom розпочав роботу над грою Resident Evil для PlayStation 2. Кардинально відрізняючись від нинішньої серії Resident Evil, Capcom вирішив створити серію відеоігор Devil May Cry. Поки вона випустила перші три частини виключно для PlayStation 2, компанія надала подальші частини на консолі, що не належать Sony. Загалом було продано понад 20 мільйонів одиниць. У 2004 Capcom розпочав свою серію відеоігор Monster Hunter. Було продано понад 60 мільйонів одиниць на різноманітних консолях.
Хоча компанія часто покладається на сучасні франшизи, вона також опублікувала та розробила кілька назв для Xbox 360, PlayStation 3 та Wii, заснованих на оригінальній інтелектуальній власності: Lost Planet: Extreme Condition, Dead Rising, Dragon's Dogma, Asura's Wrath. Протягом цього періоду Capcom також допоміг опублікувати кілька оригінальних заголовків від майбутніх західних розробників із назвами, такими як Remember Me, Dark Void та Spyborgs, на які багато інших видавців не бажали ризикувати. 
| Франшиза          | Перший випуск | Продажі(млн) |
| ----------------- | ------------- | ------------ |
| ''Mega Man''      | 1987          | 41.0         |
| Street Fighter    | 1987          | 53.0         |
| Marvel vs. Capcom | 1996          | 11.0         |
| Resident Evil     | 1996          | 154.0        |
| Ace Attorney      | 2001          | 11.0         |
| Devil May Cry     | 2001          | 30.0         |
| Onimusha          | 2001          | 8.6          |
| Monster Hunter    | 2004          | 97.0         |
| Dead Rising       | 2006          | 16.0         |
| Lost Planet       | 2006          | 6.3          |
| Dragon's Dogma    | 2012          | 8.4          |

## Фільми та телебачення
Герої та ігри Capcom породили безліч фільмів і мультфільмів, у тому числі:
- Символ компанії Mega Man, зіграв другорядну роль у ТВ-шоу Nintendo «Captain N: The Game Master» і також потім з'явився в трьох серіалах: «Mega Man» і двох аніме «MegaMan NT Warrior» і «Ryusei no Rockman». Він також був головним героєм «Mega Man: Upon a Star|three OVAs», випущеному в 1993 в Японії і «NT Warrior» — аніме-серіалі, що породив 48-хвилинний фільм «Rockman EXE: The Program of Light and Dark», і героєм серіалу «Mega Man X», знятого в Америці на початку 90-х;
- В 1994 був створений анімаційний фільм «Вуличний боєць II: Анімаційний фільм» пішов за фільмом. Незабаром після цього з'явилося ще два мультсеріалу «Street Fighter II V» і «Street Fighter» в 1995;
- Битви між героями Street Fighter II можна побачити у фільмі Джекі Чана «Міський мисливець»;
- Файтинг «Darkstalkers» надихнув на створення двох мультсеріалів — «Vampire Hunter: The Animated Series» в Японії (виходив під назвою «Night Warriors: Darkstalkers 'Revenge» в інших країнах) і «Darkstalkers» в США;
- Аніме-серіал за мотивами «Viewtiful Joe» був створений в 2004. Він містив 52 епізоди і був натхненний першою та другої іграми серії;
- Оголошено про зйомках фільмів за мотивами Devil May Cry і Clock Tower;
- Більш того в 2007 вийшло аніме за мотивами Devil May Cry.